# Christian Preetzmann (borgmester)
 For alternative betydninger, se Christian Preetzmann. (Se også artikler, som begynder med Christian Preetzmann)
Christian Preetzmann (8. juni 1822 Lille Himmestrup, Lee Sogn - 22. august 1893 i Aalborg) var en dansk jurist, som i årene 1870-1879 var borgmester i Nibe.
Preetzmann blev i 1842 student fra Randers Latinskole og d. 4. maj 1850 cand.jur. Efter tre år fik han i 1853 ansættelse som kopist i Københavns Politi og avancerede året efter til fuldmægtig og fra 1856 til politiassistent, en stilling som han fik sin afsked med pension fra i 1863. Afskeden kædes sammen med, at han var involveret i Nytårsrevolten 1860 og havde været anklaget for at udøve politivold.:179 Fra 5. oktober 1870 blev han først byfoged og -skriver i Nibe samt herredsfoged og -skriver Hornum Herred. Senere på året, fra 7. november, blev han tillige borgmester i Nibe Købstad. I 1879 blev han i stedet birkedommer og -skriver i Aalborg Birk samt herredsfoged og -skriver i Fleskum Herred; samtidig fik han sin afsked som borgmester.:241
Preetzmann havde en bibeskæftigelse som digter og oversætter under pseudonymet Caralis. Allerede i 1861 havde han udgivet egne digte, og imellem afskeden fra politet og ansættelsen som foged udgav han flere oversættelser fra engelsk.:179
Han var gift to gange og fik to børn:
- Henriette Ginderup; ægteskabet blev indgået 25. november 1853 og senere[b] opløst.[3]:241
  - Johannes Christian Preetzmann, født ca. 1855.[2]:176-177
- Karoline[c] Charlotte Amalia Langballe.[3]:241[d]
  - Johannes Andreas Sophus Theodor Langballe, født i Odensen 1851 og Christian Preetzmann udlagt som fader.[2]:180

Forfatteren Carsten Bach Nielsen har i sin roman Borgmesteren – rettidig omhu benyttet Preetzmann som gennemgående figur i en skildring af Nibe i 1870-erne.